# プログレスMS-12
プログレスMS-12（ロシア語: Прогресс МC-12、ロシア製造番号442、NASAではプログレス73Pと呼称）は、国際宇宙ステーション（ISS）への補給のためにロスコスモスが打ち上げたプログレス補給船。これはプログレス宇宙機の164回目の飛行となる。

## 来歴
プログレスMSはプログレスMをもとに航法装置を強化した無人輸送機。この強化されたバリエーションは2015年12月21日に初めて打ち上げられた。このバージョンでは以下の強化が施されている：
- 人工衛星を展開可能な新しい外部コンパートメント。それぞれのコンパートメントは4個までの発射コンテナーを搭載することができる。プログレスMS-03で初めて搭載された。
- ドッキングおよび密閉機構の電気モーターの予備システムの追加による強化された冗長性
- 貨物コンパートメントへのパネル追加による微小隕石防護力の増強
- ロシアのルーチ中継衛星とのリンク機能によって、地上局の視野外でもテレメトリーと制御が可能に
- 地上局による軌道決定の必要なしに状況ベクトルおよび軌道パラメーターの決定を可能にするGNSS自律航法
- 宇宙ステーションとの直接無線データ交換機能によるリアルタイムの相対ナヴィゲーション
- ドッキング操作のための強化されたTV視野を可能にする新しいディジタル無線システム
- 統合コマンド・テレメトリー・システム（UCTS）によるウクライナ製のChezara Kvant-V無線システムおよびアンテナ・フィーダー・システムの置き換え
- クルスAからクルスNAディジタル・システムへの置き換え

## 発射前
2014年、当初打ち上げは2018年7月1日に予定されていたが、2019年6月5日に計画変更され、さらに2019年7月31日に再変更された。打ち上げは当初は3日間でステーションにランデブーする飛行プロファイルが設定されていたが、打ち上げが遅れたことからステーションへの2軌道（3時間）飛行が可能となった。

## 打ち上げ
プログレスMS-12は2019年7月31日12時10分46秒 UTCにソユーズ2.1aロケットを使用してバイコヌール宇宙基地31/6番射点から打ち上げられた

## ドッキング
プログレスMS-12はピアース・モジュールにドッキングした。ドッキングに3時間18分31秒を要した（新記録）。

## 貨物
プログレスMS-12宇宙機は、1164kgの与圧貨物（貨物室）を搭載していた。
- 水（ロドニック・システム・タンクで）：420 kg
- 酸素（加圧瓶で）：51 kg
- 再補給セクションへの推進剤：850 kg
- ISSの統合推進システムの推進剤：880 kg

与圧貨物の内訳：
- 搭載システムのハードウェア： 394 kg
- 医療資材： 27 kg
- 個人保護具： 1 kg
- サニタリー・衛生用品： 190 kg
- 修理・整備用機器： 7 kg
- 食料： 282 kg
- 乗組員サポート手段： 20 kg
- その他のペイロード： 13 kg
- その他のハードウェアの構成部材：38 kg
- NASAの貨物： 192 kg

## ドッキング解除と投棄
プログレスMS-12は2020年11月29日10時25分 UTCに国際宇宙ステーションからドッキング解除し、減速機動を13:39 UTCに開始し、14:11 UTCに大気圏に再突入し（ミッション終了）、燃え残ったデブリは14:19 UTCに太平洋に落下した。